# Raorchestes akroparallagi
Espèce
Synonymes
- Philautus akroparallagi Biju & Bossuyt, 2009
- Pseudophilautus akroparallagi (Biju & Bossuyt, 2009)

Statut de conservation UICN

 LC  : Préoccupation mineure
Raorchestes akroparallagi est une espèce d'amphibiens de la famille des Rhacophoridae.

## Répartition
Cette espèce est endémique des Ghâts occidentaux en Inde. Elle se rencontre au Kerala et au Tamil Nadu.

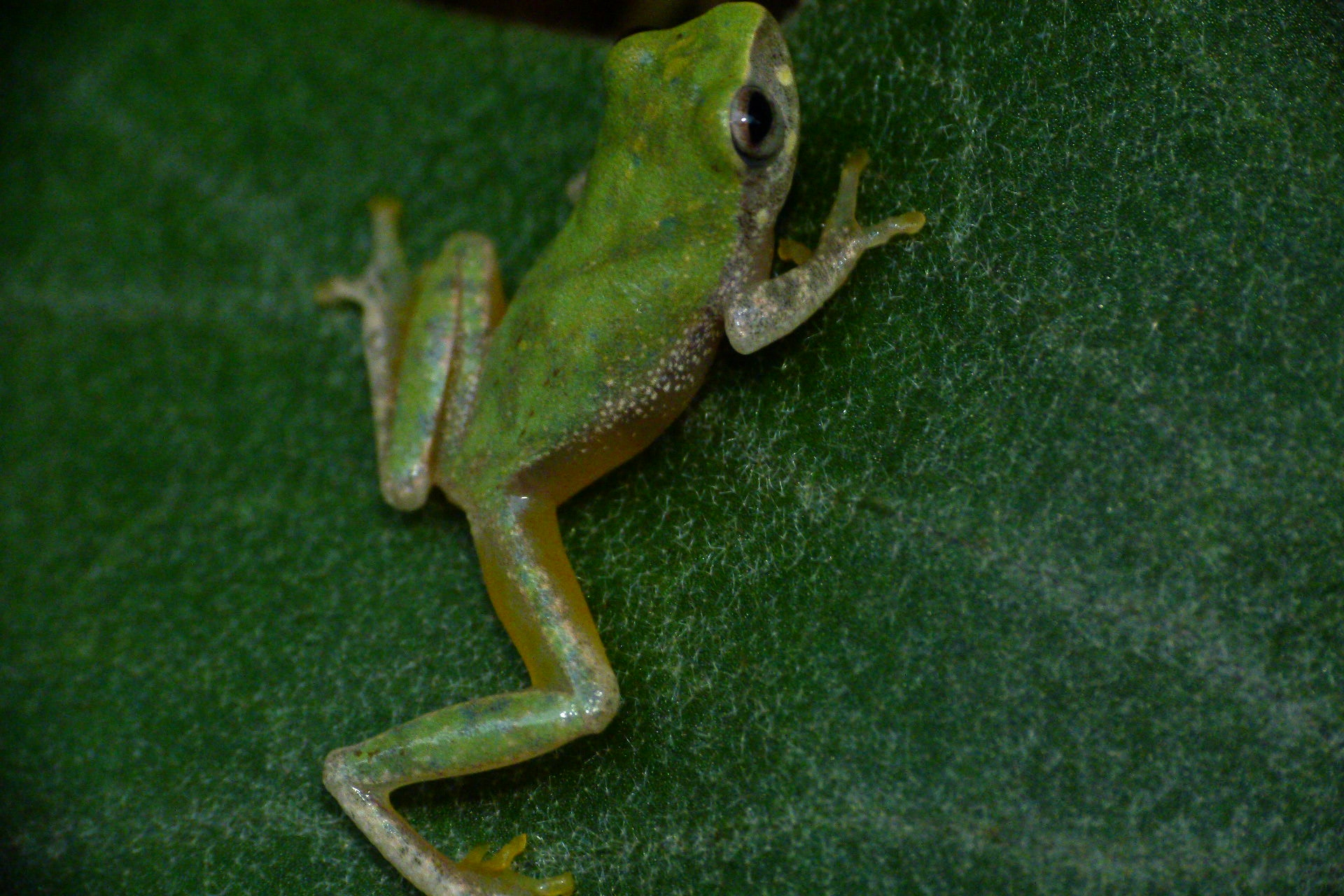

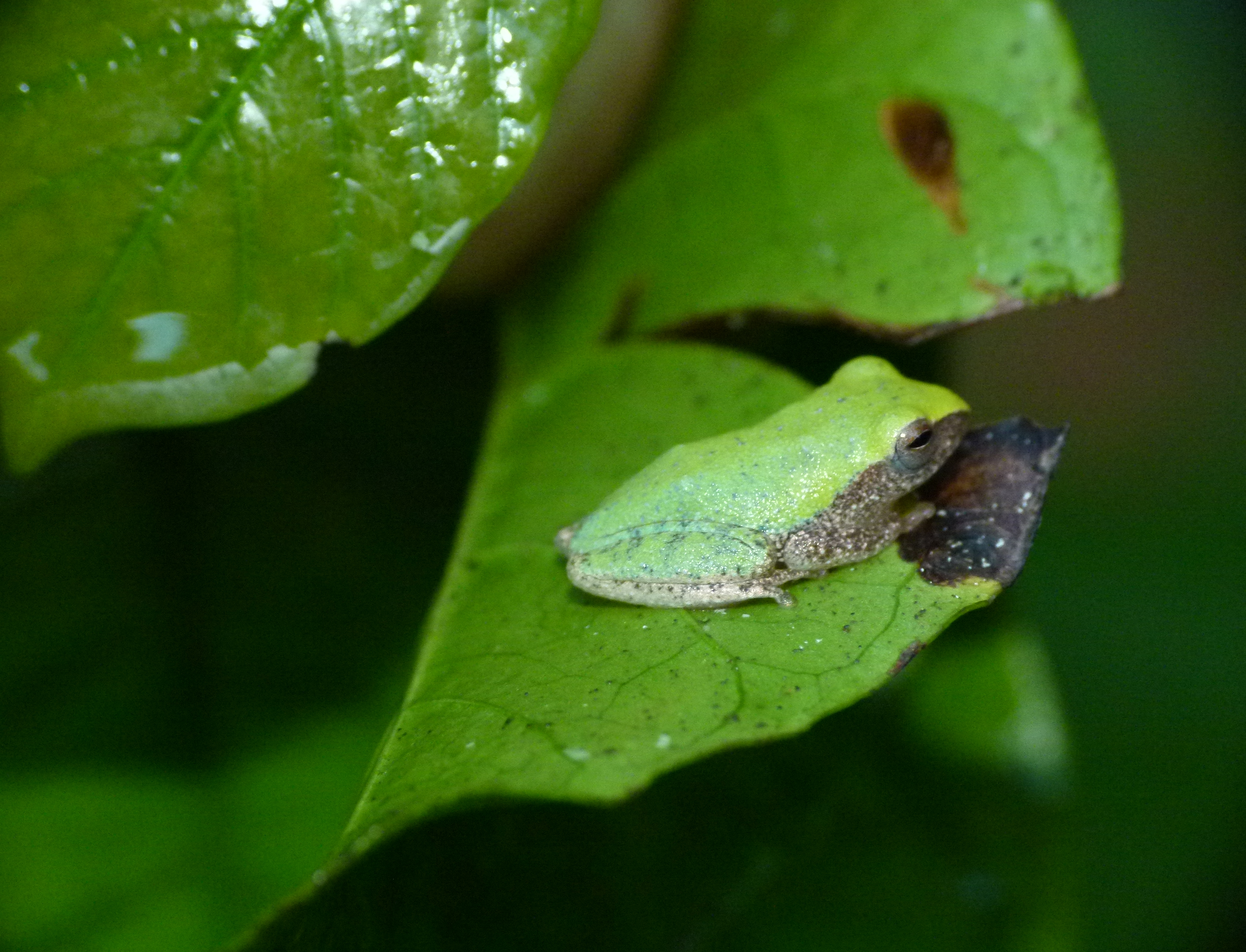

## Étymologie
Le nom spécifique akroparallagi vient du grec akros, extrême, et de parallagi, la variation, en référence à la grande variation de la couleur dorsale de cette espèce.

## Publication originale
- Biju & Bossuyt, 2009 : Systematics and phylogeny of Philautus Gistel, 1848 (Anura, Rhacophoridae) in the Western Ghats of India, with descriptions of 12 new species. Zoological Journal of the Linnean Society, vol. 155, p. 374-444.